# Пірокорицин
Пірокорицин — антимікробний пептид, що складається з 20 амінокислотних залишків; був виділений з клопа Pyrrhocoris apterus.

## Будова та функції
Пірокорицин насамперед активний проти грамнегативних бактерій. Цей пептид багатий на пролін, містить повтори пролін-аргінін, а також має критичний залишок треоніну, який необхідний для активності через О-глікозилювання.
Амінокислотна послідовність пірокорицину (повтори пролін-аргінін-пролін підкреслені, треонін виділений жирним шрифтом): VDKGSYLPRPTPPRPIYNRN.
Подібно до антимікробних пептидів дрозоцину та абаецину, пірокорицин зв’язується з бактеріальним білком DnaK, пригнічуючи таким чином клітинні процеси та реплікацію. Тільки L-енантіомер пірокорицину активний проти бактерій. Дія пірокорицин-подібних пептидів підсилюється наявністю пептидів, що утворюють пори, оскільки це полегшує надходження пірокорицин-подібних пептидів до бактеріальної клітини. Багаті на пролін пептиди, такі як пірокорицин, також можуть зв’язуватися з рибосомами мікробів, пригнічуючи трансляцію білка. За відсутності пороутворюючих пептидів пірокорицин проникає в бактерії під дією пермеаз, які забезпечують бактеріальне поглинання.